# Бояринов, Николай Константинович
Никола́й Константи́нович Боя́ринов (1862—1919) — русский полковник, участник Первой мировой войны.

## Биография
Родился 20 апреля 1862 года.
Начальное образование получил в Омской военной прогимназии, по окончании которой 21 июля 1878 года был принят в Казанское пехотное юнкерское училище.
Выпущен 17 марта 1882 года прапорщиком в 17-й Туркестанский линейный батальон. 30 августа 1884 года произведён в подпоручики, 30 августа 1888 года — в поручики, 15 марта 1895 года — в штабс-капитаны и 15 марта 1899 года — в капитаны 6-го Закаспийского стрелкового батальона.
26 февраля 1909 года Бояринов получил чин подполковника 13-го Туркестанского стрелкового полка.
6 мая 1914 года Бояринов был произведён в полковники. С начала Первой мировой войны находился в Закавказье, во время боёв под Сарыкамышем временно командовал 14-м Туркестанским стрелковым полком. Высочайшим приказом от 17 мая 1915 года он был награждён орденом св. Георгия 4-й степени
За то, что временно командуя 14-м Туркестанским стрелковым полком, в боях 20—25 декабря 1914 г., лично руководя полком под сильным и действительным артиллерийским и ружейным огнём, будучи атакован превосходными силам неприятеля, удержал за собой высоту 808, составлявшую тактический ключ позиции, а когда заметил, что расположенный рядом 16-й Туркестанский стрелковый полк под натиском превосходных сил противника отошёл в направлении на Саганлуг, презрев опасность с фронта, выделил один батальон и, остановив им наступление турок, дал возможность 16-му Туркестанскому стрелковому полку возвратиться и вновь занять оставленные позиции; 24 декабря, когда турки, прорвавшись, заняли возвышеннойсть между высотой 808 и левым флангом 14-го полка повели бешеные атаки на высоту 808, с целью завладеть ей, направил свои резервы на поддержку 39-й пехотной дивизии, а сам отбил все атаки неприятеля, несмотря на численное их превосходство, чем и способствовал удержанию всей позиции в наших руках; неприятель при этом понёс громадные потери.
После завершения Сарыкамышской операции Бояринов вернулся в 13-й Туркестанский стрелковый полк, где командовал батальоном.
После Октябрьской революции Бояринов присоединился к Добровольческой армии, затем служил в Вооружённых силах Юга России, с 7 апреля 1919 года командовал 1-м Терским пластунским батальоном и далее состоял в резерве чинов при штабе войск Северного Кавказа.
Скончался 17 июля 1919 года.

## Награды
- Орден Святой Анны 3-й степени (1905 год)
- Орден Святого Станислава 2-й степени (1910 год)
- Орден Святого Георгия 4-й степени (17 мая 1915 года)